# Maximilian de Angelis
Maximilian de Angelis (n. 2 octombrie 1889, Budapesta, Austro-Ungaria – d. 6 decembrie 1974, Graz, Austria) a fost un general-maior austriac, apoi General der Artillerie în Wehrmacht și comandant a două armate în timpul celui de-al Doilea Război Mondial.

## Biografie
Angelis s-a născut la Budapesta în familia unui căpitan din Armata Austro-Ungară. După ce a urmat școala militară inferioară din Eisenstadt și școala militară secundară din Mährisch Weißkirchen, s-a înscris la Academia Militară Tereziană din Wiener Neustadt și a devenit la 18 august 1908 locotenent (Leutnant) în Regimentul 42 K.u.K. Artilerie de Câmp din Steyr.

### Primul Război Mondial
După avansarea la gradul de Oberleutnant la 1 august 1914 și numirea în funcția de comandant al Bateriei a 2-a a regimentului la 7 septembrie 1914, a fost trimis să lupte în Galiția și în sudul Poloniei.
La 1 iulie 1915 de Angelis a fost transferat în Statul Major al Diviziei Imperiale de Vânători și la 9 octombrie 1916 a fost numit ofițer în Statul Major al Brigadei 2 Vânători Imperiali. Pentru scurt timp a fost transferat în Brigada 1 Vânători Imperiali și în Brigada 88 Infanterie. În acest timp el a fost promovat la gradul de căpitan la 1 mai 1917.

### Perioada interbelică
La 3 noiembrie 1918 a fost luat prizonier de război de către italieni și a fost eliberat din captivitate pe 12 octombrie 1919. Angelis a devenit apoi căpitan în Armata Austriacă și a fost avansat pe 8 iulie 1921 la gradul de maior. De la 1 ianuarie 1926 a activat ca ofițer în Statul Major al Brigăzii 3 din St. Pölten și de acolo a fost transferat, la 1 noiembrie 1927, ca profesor de tactică la Școala Militară de la Enns. Pe parcursul carierei sale didactice a fost avansat locotenent-colonel la 15 ianuarie 1929, după care a fost numit comandant adjunct al Școlii Militare la 1 septembrie 1933 și a fost înaintat la gradul de colonel la 28 iunie 1933.
După numirea sa în calitate de comandant adjunct al Brigăzii I la 1 februarie 1934 colonelul de Angelis a fost cooptat la 1 septembrie 1934 în cadrul Ministerului Federal al Apărării pe post de consilier al Biroului Operații. La 1 august 1935 a fost transferat la Viena în calitate de comandant adjunct și instructor pentru conducerea operațiunilor de război al cursurilor pentru ofițerii superiori.
El a fost unul dintre cei mai zeloși susținători ai politicii național-socialiste în Armata Austriacă și a fost pregătit în timpul Puciului din iulie 1934 să preia, după succesul puciului, comanda unităților militare din orașul Viena. Din 1937 s-a aflat la conducerea Cercului soldaților național-socialiști (NSR), fondat în 1936.
În martie 1938 a fost timp de trei zile secretar de stat pentru apărare în guvernul de scurtă durată al lui Seyss-Inquart. Cancelarul l-a numit pe 13 martie 1938, la o zi după Anexarea Austriei, în cabinetul său și l-a făcut șef al ministerului ca succesor al generalului de infanterie Wilhelm Zehner, care a murit o lună mai târziu, la 11 aprilie 1938, la Viena, în circumstanțe misterioase. În această calitate, Angelis a avut un rol semnificativ în integrarea forțelor armate austriece în Wehrmacht-ul german. El a fost membru al odioasei „Muffkommission” - numită după atașatul militar german Wolfgang Muff - care a strâns material împotriva ofițerilor austrieci, care urmau să fie declarați de naziști ca „netransferabili” și pensionați sau trecuți în activități administrative pentru a-i forța să demisioneze (precum au fost cazurile generalilor Alfred Jansa sau Alois Windisch).
După avansarea lui la gradul de general-maior pe 13 martie 1938, a fost numit la 1 iulie 1938 în funcția de șef al Statului Major al Regimentului 30 Infanterie și transferat pe 5 august 1938 ca ofițer cu sarcini speciale în cadrul Înaltului Comandament al Armatei Germane de Uscat (Oberkommando des Heeres) de la Jüterbog. Pe 10 noiembrie 1938 a fost numit comandant de artilerie XV la Jena și la 1 septembrie 1939 a devenit comandant al Diviziei 76 Infanterie.

### Al Doilea Război Mondial
În perioada invaziei din Polonia, Angelis a fost comandant al Diviziei 76 Infanterie, care se afla dispusă în fața liniei Siegfried. Această divizie a fost folosită în campania de pe Frontul de Vest la Verdun și Toul, iar la la 1 august 1940 Angelis a fost avansat general-locotenent.
După declanșarea invaziei germane în Uniunea Sovietică, generalul Angelis a condus Divizia 76 Infanterie din România prin Iași, Tiraspol și Kremenciuk către Artemivsk. A fost decorat pe 19 septembrie 1941 cu Ordinul „Mihai Viteazul” cl. III-a „pentru destoinicia, devotamentul și bravura personală de care au dat dovadă în luptele contra bolșevicilor în colaborare cu trupele române”. La 26 ianuarie 1942 a fost numit comandant al Corpului XXXXIV Armată, după care la 9 februarie 1942 a fost decorat cu Crucea de Cavaler al Crucii de Fier și la 1 martie 1942 a fost avansat la gradul de general de artilerie (General der Artillerie).
În calitate de comandant și-a condus corpul de armată în 1942 prin Caucazul de Vest până aproape de Tuapse. Corpul său de armată a participat în 1943 la bătăliile pentru capul de pod Kuban și, din octombrie, a fost folosit ca aripă sudică a nou-formatei Armate a 6-a în Ucraina de Sud, unde a fost generalul Angelis a fost decorat pe 12 noiembrie 1943 cu frunze de stejar la Crucea de Cavaler al Crucii de Fier. De la 22 noiembrie până în 19 decembrie 1943 a condus Armata a 6-a în timpul absenței generalului comandant Karl-Adolf Hollidt. Generalul Angelis a continuat să comande Corpul XXXXIV Armată, cu excepția perioadei 30 noiembrie 1943 - 15 ianuarie 1944. La 8 aprilie 1944 el a fost numit din nou comandant al Armatei a 6-a, care fusese împinsă către Nistru.
La 18 iulie 1944 generalul Angelis a devenit succesorul lui Franz Böhm în funcția de comandant al Armatei 2 Panzer din Iugoslavia. El a condus retragerea acestei armate prin Belgrad, sud-vestul Ungariei și sud-estul Stiriei către interiorul Stiriei și Carintia.

### Perioada postbelică
La 9 mai 1945 generalul Angelis a fost luat prizonier de război de către forțele militare americane, dar pe 4 aprilie 1946 a fost predat forțelor iugoslave ale lui Iosip Broz Tito și extrădat în Iugoslavia, unde a fost condamnat pe 11 octombrie 1948 la 20 de ani de închisoare. La scurt timp după ce a avut loc această judecată a fost extrădat la 5 martie 1949, împreună cu feldmareșalul Ewald von Kleist, în Uniunea Sovietică. Acolo a fost condamnat în februarie 1952 la două pedepse de câte 25 de ani închisoare în baza articolului 1 din Decretul nr. 43 al Prezidiului Sovietului Suprem al URSS din 19 aprilie 1943 (crimele săvârșite de ocupanții fasciști germani împotriva civililor sovietici). La această pedeapsă a contribuit un rechizitoriu întocmit în baza Legii nr. 10 a Consiliului de Control a Germaniei din 20 decembrie 1945 (care pedepsea crimele împotriva păcii, crimele de război și crimele împotriva umanității), care a evidențiat trecutul său nazist în perioada premergătoare Anschluss-ului din 1938.
Pe 11 octombrie 1955 generalul Angelis a fost eliberat după vizita lui Konrad Adenauer la Moscova. S-a stabilit mai întâi la Hanovra și apoi la München pentru a evita punerea în aplicare a unui mandat austriac de arestare. Abia după adoptarea unei amnistii a revenit la Graz. Din moment ce nu primea pensie în Austria, a mers la München în fiecare lună până la moartea sa pentru a-și primi pensia germană acolo. A murit în cele din urmă la 6 decembrie 1974, la vârsta de 85 de ani, și a fost înmormântat în cimitirul Sf. Leonhard din Graz.

## Decorații
- Crucea de Merit Militar cl. a III-a cu decorație de război și spade (de 2 ori, Austro-Ungaria)
- Medalia de Merit Militar „Signum Laudis” cu spade, de bronz și de argint
- Crucea Karl I pentru trupe
- Medalia comemorativă austriacă de război cu spade
- Crucea de onoare a Războiului Mondial 1914/1918
- Crucea de fier (1939) clasa a II-a (13 mai 1940) și l. I (1 iunie 1940)[9]
- Ordinul Militar „Mihai Viteazul” cl. III-a (19 septembrie 1941)[6]
- Medalia Frontului Răsăritean
- Crucea de Cavaler al Crucii de Fier cu frunze de stejar[10]
  - Crucea de Cavaler (9 februarie 1942) în calitate de Generalleutnant și comandant al Diviziei 76 Infanterie[11]
  - Frunze de stejar (12 noiembrie 1943) în calitate de General der Artillerie și comandant al Corpului XXXXIV Armată[11]

## Legături externe
- de  Maximilian De Angelis în Lexikon der Wehrmacht
- en  Maximilian De Angelis pe site-ul World War II Awards Arhivat în 22 septembrie 2012, la Wayback Machine.
- Informationen über die Eingliederung des Bundesheeres in die deutsche Wehrmacht

| Lideri militari                                       | Lideri militari                                                                               | Lideri militari                                          |
| ----------------------------------------------------- | --------------------------------------------------------------------------------------------- | -------------------------------------------------------- |
| Predecesor: -                                         | Comandant al Diviziei 76 Infanterie 1 septembrie 1939 – 26 ianuarie 1942                      | Succesor: Generalleutnant Carl Rodenburg                 |
| Predecesor: Generalleutnant Otto Stapf                | Comandant al Corpului XXXXIV Armată (XXXXIV. Armeekorps) 26 ianuarie 1942 - 30 noiembrie 1943 | Succesor: General der Infanterie Friedrich Köchling      |
| Predecesor: Generaloberst Karl-Adolf Hollidt          | Comandant al Armatei a 6-a 22 noiembrie 1943 - 19 decembrie 1943                              | Succesor: Generaloberst Karl-Adolf Hollidt               |
| Predecesor: General der Infanterie Friedrich Köchling | Comandant al Corpului XXXXIV Armată (XXXXIV. Armeekorps) 15 ianuarie 1944 - 8 aprilie 1944    | Succesor: Generalleutnant Ludwig Müller                  |
| Predecesor: Generaloberst Karl-Adolf Hollidt          | Comandant al Armatei a 6-a 8 aprilie 1944 – 17 iulie 1944                                     | Succesor: General der Artillerie Maximilian Fretter-Pico |
| Predecesor: General der Infanterie Franz Böhme        | Comandant al Armatei a 2-a Panzer 18 iulie 1944 – 8 mai 1945                                  | Succesor: -                                              |